# 蕃薯厝
蕃薯厝，是臺灣雲林縣水林鄉的一個傳統地域名稱，位於該鄉西南部凸出部分的東北側。相較於今日行政區，其範圍大致包括蕃薯村、山腳村。

## 歷史
臺灣清治末期至日治初期，蕃薯厝地區為一（舊制）街庄，稱為「蕃薯厝庄」，隸屬於蔦松堡。該庄北與尖山庄為鄰，東北與後藔庄為鄰，東南隔北港溪與竹仔腳庄為界，南邊為頂蔦松庄，西南邊為欍仔埔庄，西北邊為食水堀庄。
1901年（日治明治三十四年）11月，全臺廢縣廳改設二十廳，該庄隸屬於斗六廳。1903年（明治三十六年）6月，該庄編入「頂蔦松區」，隸屬於斗六廳。1909年（明治四十二年）10月，合併二十廳為十二廳，頂蔦松區改隸屬於嘉義廳。1920年（大正九年），全臺地方制度大改正，廢十二廳改設五州二廳，該庄改制為「蕃薯厝」大字，隸屬於臺南州北港郡水林庄（新制街庄）。
戰後水林庄改制為水林鄉，隸屬於臺南縣，大字亦改制為村。1950年10月，雲、嘉、南分治，水林鄉改隸屬雲林縣。

## 聚落
本地區發展較早的聚落有蕃薯厝、尖山腳等，在日治期初期的官方地圖上已有記載。

## 交通
鄉道雲148線是水井至蕃薯厝的道路，其東側端點（終點）位於蕃薯厝聚落南側的鄉道雲155線路口。由此向西可前往食水堀地區南部、水井，並止於省道台17線路口。
鄉道雲151線是蘇秦寮至蕃薯厝的道路，其南側端點（終點）位於蕃薯厝聚落的鄉道雲155線路口。由此向西北西轉北北東蜿蜒而行，可前往尖山、萬興、牛挑灣、車巷口，並止於該地區東部蘇秦寮聚落西側的鄉道雲165線路口。
鄉道雲153線是牛挑灣至埔仔的道路，經過本地區東部。由該道路向北北東可前往後寮地區西部、水林、萬興東部、牛挑灣，並止於縣道155號路口；向南南西可前往頂蔦松，並止於鄉道雲155線路口（埔仔聚落東北郊，蔦松聚落北郊，距蔦松聚落較近）。
鄉道雲155線是蕃薯厝至蔦松的道路，其北側端點（起點）位於本地區東北部的鄉道雲153線路口（蕃薯厝聚落東北郊）。由此向西轉西南再轉南南西，經蕃薯厝聚落東側後轉南南東，可前往頂蔦松地區南部的下莊聚落，並止於鄉道雲150線轉角路口。

## 學校
- 文正國小